# Walter Andre Moore
Walter Andre Moore (Georgetown, 1º settembre 1984) è un ex calciatore guyanese, di ruolo difensore.